# Paśnik (konstrukcja)
Paśnik − drewniana konstrukcja służąca w gospodarce leśnej do dokarmiania zwierzyny grubej, szczególnie w okresie zimowym.
W pobliżu paśników zazwyczaj ustawiane są lizawki.